# کلیفورد گری
کلیفورد گری (انگلیسی: Clifford Grey؛ ۵ ژانویهٔ ۱۸۸۷ – ۲۵ سپتامبر ۱۹۴۱) یک هنرپیشه، ترانه‌سرا، و آهنگ‌ساز اهل بریتانیا بود.

## فیلم‌شناسی
- جلوه عشق
- سنکپ
- کارناوال
- بوته چینی
- هزینه
- دروغ خطرناک